# Dolsk
Dolsk is een stad in het Poolse woiwodschap Groot-Polen, gelegen in de powiat Śremski. De oppervlakte bedraagt 6,02 km², het inwonertal 1497 (2005).